# La Opinión de Murcia
La Opinión de Murcia es un periódico diario de ámbito regional que se distribuye en la Región de Murcia (España) desde el año 1988. Pertenece al grupo Editorial Prensa Ibérica. Para 2010 la difusión media del periódico fue de 8.144 ejemplares. La sede de su redacción está ubicada en la plaza Castilla en Murcia.

## Historia
El primer número apareció en mayo de 1988 bajo la dirección de Ramón Ferrando Corell con el fin de ser alternativa al diario La Verdad, ya que desde el cierre en 1983 del diario Línea era el único de carácter regional que existía. Entre 1992 y 2013 estuvo dirigido por Paloma Reverte de Luis. En 2013 José Ángel Cerón sucedió a Paloma Reverte de Luis en la dirección del diario. En 2016 Juan Ramón Gil fue nombrado director general de contenidos y José Alberto Pardo Lidón, nuevo director de La Opinión de Murcia.
El periódico posee, en la actualidad, dos ediciones parcialmente diferenciadas, La Opinión de Murcia y La Opinión de Cartagena. Cada uno de ellos se centra en las primeras páginas sobre lo ocurrido en las localidades próximas a Murcia y a Cartagena, respectivamente, y poseen normalmente dos portadas diferentes.

## Directores
- Ramón Ferrando Corell (1988-1991)
- Avelino Rubio Ferré (1991-1992)[6]
- Paloma Reverte de Luis (1992-2013)
- José Ángel Cerón García (2013-2016)
- José Alberto Pardo Lidón (2016- )[7]